# Инга (приток Параибы)
Инга (порт. Rio Ingá) — река в Бразилии, протекает по территории штата Параиба. Длина реки — 42 километра. Площадь водосборного бассейна — 273 км², его периметр — 97,7 км.
Начинается к востоку от города Кампина-Гранди вблизи селения Макарандуба на высоте 409 метров над уровнем моря. Течёт в юго-восточном направлении через Риашан-ду-Бакамарти и Ингу. Впадает в Параибу слева вблизи селения Ареал. Высота устья — 89 метров над уровнем моря. Крупных притоков не имеет. Ширина реки в устье — 3 метра, глубина — 13 сантиметров, расход воды — 0,55 м³/с.
Бассейн реки расположен в природной зоне каатинги. Река иногда не имеет поверхностного течения даже в сезон дождей, однако вода продолжает течь внутри песка, слагающего дно русла.
Средняя температура реки составляет 24 °C. Температурные рекорды реки был замечен в ноябре — 28 °C, а в июне — 20 °C.
| Климатограмма Река Инго               | Климатограмма Река Инго | Климатограмма Река Инго | Климатограмма Река Инго | Климатограмма Река Инго | Климатограмма Река Инго | Климатограмма Река Инго | Климатограмма Река Инго | Климатограмма Река Инго | Климатограмма Река Инго | Климатограмма Река Инго | Климатограмма Река Инго |
| ------------------------------------- | ----------------------- | ----------------------- | ----------------------- | ----------------------- | ----------------------- | ----------------------- | ----------------------- | ----------------------- | ----------------------- | ----------------------- | ----------------------- |
| Я                                     | Ф                       | М                       | А                       | М                       | И                       | И                       | А                       | С                       | О                       | Н                       | Д                       |
| 65 31 21                              | 106 32 21               | 46 28 21                | 84 25 19                | 145 26 21               | 211 23 18               | 217 24 18               | 90 25 18                | 117 27 19               | 50 31 20                | 28 34 21                | 26 34 21                |
| Температура в °C • Сумма осадков в мм |                         |                         |                         |                         |                         |                         |                         |                         |                         |                         |                         |